# Parholaspididae
Parholaspididae  es una familia de arácnidos ácaros perteneciente al orden Mesostigmata.

## Géneros
- Gamasholaspis Berlese, 1903
- Holaspina Berlese, 1916
- Holaspulus Berlese, 1904
- Hyattolaspina A. K. Datta & P. C. Bhattacharjee, 1991
- Krantzholaspis Petrova, 1967
- Krantzolaspina A. K. Datta & P. C. Bhattacharjee, 1988
- Lattinella Krantz, 1960
- Neparholaspis Evans, 1956
- Parholaspella Krantz, 1960
- Parholaspis Berlese, 1918
- Proparholaspulus K. Ishikawa, 1980
- Snaveolaspis Johnston, 1969